# The Rocky Road
Seize the Day – piąty album studyjny irlandzkiego wokalisty Damiena Dempseya z roku 2008.

## Lista utworów
1. The Rocky Road To Dublin - 3:55
2. Schooldays Over - 3:08
3. A Rainy Night In Soho - 6:15
4. The Twang Man - 2:16
5. Sullivan John - 3:23
6. Kelly From Killan/The Teetotaler - 5:40
7. The Foggy Dew - 5:08
8. Hot Asphalt - 3:18
9. Night Visiting Song - 4:12
10. The Hackler From Grouse Hall/The Monaghan Jig - 3:28
11. Madam I'm A Darlin' - 4:20